# Bouhy
Bouhy település Franciaországban, Nièvre megyében. Lakosainak száma 427 fő (2022. január 1.). Bouhy Sainpuits, Ciez, Dampierre-sous-Bouhy, Entrains-sur-Nohain és Treigny-Perreuse-Sainte-Colombe községekkel határos.

## Népesség
A település népességének változása:
| Lakosok száma | 446  | 448  | 460  | 460  | 463  | 464  | 462  | 445  | 427  |
|               | 2013 | 2015 | 2016 | 2017 | 2018 | 2019 | 2020 | 2021 | 2022 |